# Kamandalagondi, Jagalur
Kamandalagondi là một làng thuộc tehsil Jagalur, huyện Davanagere, bang Karnataka, Ấn Độ.